# 華沙省 (1945-1998)

1945-1975年的華沙省

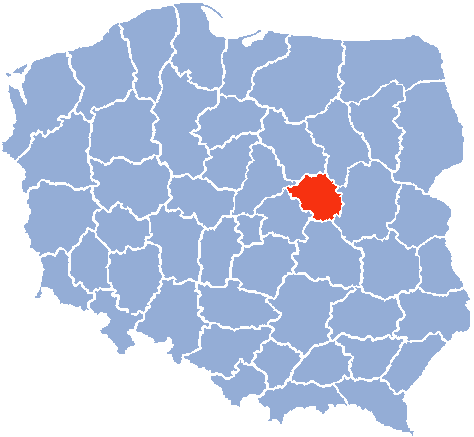
1975-1998年的華沙省

華沙省（województwo warszawskie）是波蘭歷史上的一個省，始於1945年（華沙市區在1975年前為直轄市）。1999年1月1日被併入馬佐夫舍省。
1998年面積3,788平方公里。人口2,419,800人。首府華沙。